# Hallenweltmeisterschaften im Bogenschießen 1991
Die 1. Hallenweltmeisterschaften im Bogenschießen wurden vom 11. bis 17. März 1991 im finnischen Oulu ausgetragen.

## Ergebnisse
Es wurden nur Medaillen in Disziplinen mit dem Recurvebogen vergeben.

### Recurvebogen
| Disziplin     | Gold            | Silber         | Bronze          |
| ------------- | --------------- | -------------- | --------------- |
| Männer Einzel | Sébastien Flute | Jay Barrs      | Wadim Schikarew |
| Frauen Einzel | Natalia Valeeva | Chin Chiu-yueh | Séverine Bonal  |

### Compoundbogen
| Disziplin     | Gold         | Silber         | Bronze       |
| ------------- | ------------ | -------------- | ------------ |
| Männer Einzel | Joe Asay     | Dan Kolb       | James Fowles |
| Frauen Einzel | Lucia Panico | Kirsi Rantanen | Glenda Doran |

## Medaillenspiegel
| Platz  | Land               | Gold | Silber | Bronze | Gesamt |
| ------ | ------------------ | ---- | ------ | ------ | ------ |
| 1      | Vereinigte Staaten | 1    | 2      | 2      | 5      |
| 2      | Frankreich         | 1    | –      | 1      | 2      |
| 2      | Sowjetunion        | 1    | –      | 1      | 2      |
| 4      | Italien            | 1    | –      | –      | 1      |
| 5      | Chinesisch Taipeh  | –    | 1      | –      | 1      |
| 5      | Finnland           | –    | 1      | –      | 1      |
| Gesamt | Gesamt             | 4    | 4      | 4      | 12     |